# Vysoká (Hohe Tatra)
Die Vysoká (älter slowakisch Veľká Vysoká; deutsch Tatraspitze, auch Hohe Viszoka, polnisch Wysoka, ungarisch Tátra-csúcs) ist einer der höchsten Berge der slowakischen Hohen Tatra. Der symmetrische Gipfel ist von jeder Seite beeindruckend und zählt zu den schönsten und meist fotografierten Gipfeln der Hohen Tatra.

## Geografie

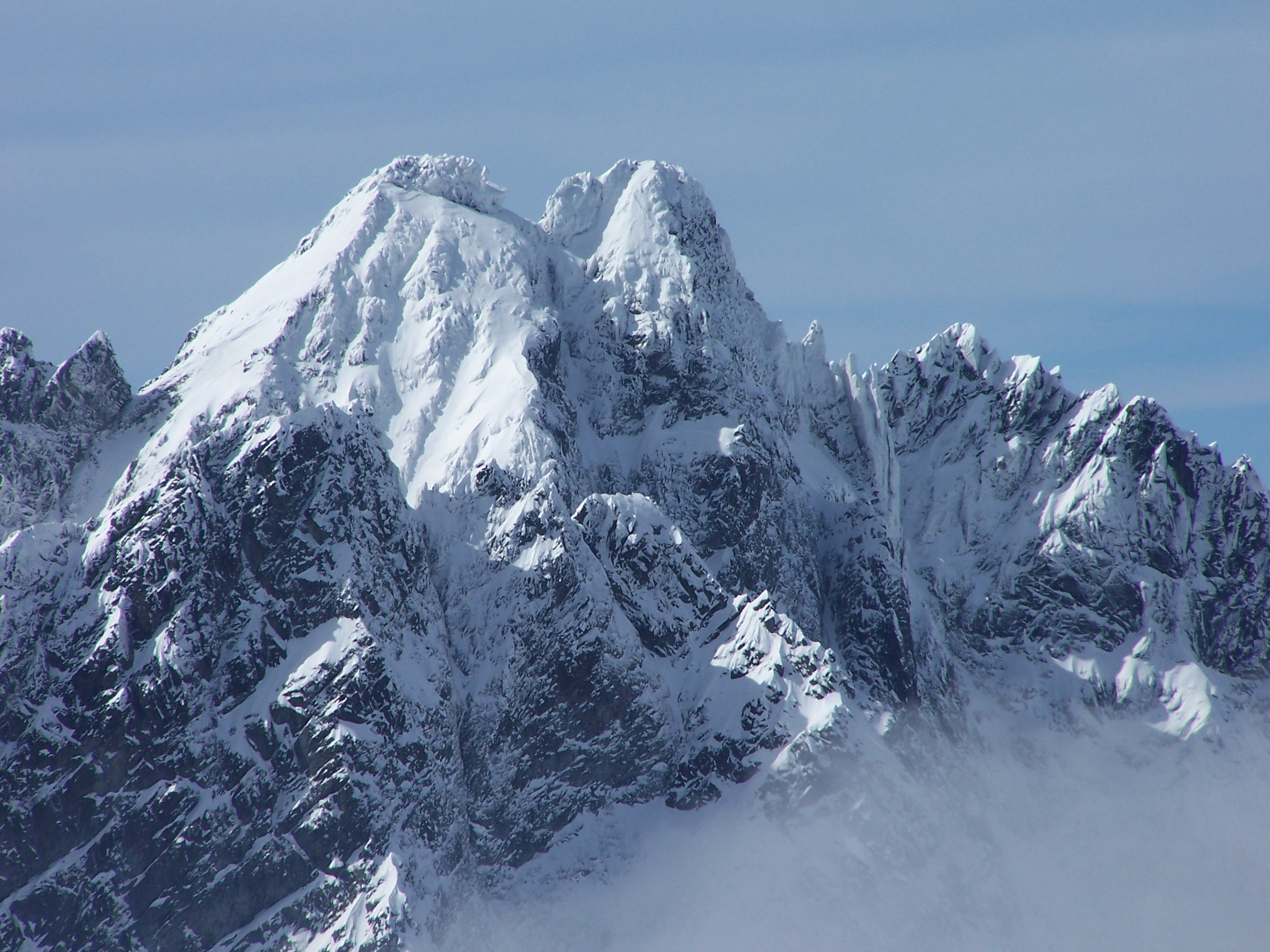
Der verschneite Berg

Die Vysoká bildet zusammen mit dem Dračí štít (Déchy-Spitze) und dem Ťažký štít (Martin-Róth-Spitze) ein Bergmassiv im Hauptkamm der Hohen Tatra. Der Berg bildet einen Knoten von dem ein kurzer Kamm zum Dračí štít und der Drachenwand abzweigt. Er liegt zwischen dem Berg Gánok (Großer Ganek), der Scharte Rumanovo sedlo  (Rumanscharte) und dem Ťažký štít. Unterhalb des Bergs liegt im Westen die Dračia dolinka (Drachental) und im Süden und Südosten das Rumanova dolinka (Rumantälchen) im Tal Zlomiská. Nach Norden fällt der Berg Richtung Tal Ťažká dolina (Verborgenes Tal) im Talsystem von Bielovodská dolina.

## Name
Der erste schriftliche Nachweis des Namens ist „Visoka“ nach Georg Buchholtz d. J. aus dem Jahr 1717 und wird dort auch als Cottus Liptoviensis beschrieben, d. h. als Berg in der Liptau (slowakisch Liptov). Der Bergname bedeutet auf Slowakisch schlicht „die Hohe (Spitze)“. Der schwedische Botaniker Göran Wahlenberg nutzte die leicht magyarisierten Formen Viszoka cacumen oder cacumen Viszokae. Zu dieser Zeit trug der Berg auf Deutsch und ungarisch Namen wie Viszoka, Wisoka, Vysoka, Visoka, Wyszoka u. ä.
Kurz nach dem ersten bekannten Aufstieg (siehe unten) erschienen im Jahrbuch 1875 des Ungarischen Karpathenvereins die Namensformen Hohe Viszoka (deutsch) und Magas Viszoka (ungarisch), die sprachlich gesehen Tautologien sind, dienen aber auch der Unterscheidung vom Berg Východná Vysoká (damals Kleine Viszoka genannt) weiter östlich. Daraus später entstand der slowakische Name Veľká Vysoká. Im späten 19. Jahrhundert entstanden eingedeutschte Formen Vissokaspitze und Hochberg, konnten sich aber nicht durchsetzen. Erfolgreicher war der im Zuge der Magyarisierung in den 1870er Jahren entstandene Name Tátra-csúcs und daraus der deutsche Name Tatraspitze. Auch wenn dieser Name teilweise durch Beschreibung in der zeitgenössischen slowakischen Dichtung inspiriert worden war, im Vordergrund war die Absicht, den slowakischen Namen Vysoká zu verdrängen. In diesem Zusammenhang ist die inkorrekte Einschätzung des slowakischen Schriftstellers Pavol Dobšinský in der Zeitschrift Slovenské pohľady, Jahrgang 1884, dass Tatra ein längst vergessener Name von Vysoká sei und der Gebirgsname sich von diesem markanten Berg ableite, zu erwähnen. Kurz nach dem Ersten Weltkrieg erschien dieser Namen in der seltenen slowakischen Namensform Tatranský štít. Im Polnischen blieb es hingegen die ganze Zeit bei der traditionellen Bezeichnung Wysoka.

## Aufstieg
Der erste bekannte Aufstieg wird in den Aufzeichnungen des Ungarischen Karpathenvereins beschrieben. Am 3. September 1874 brachen Moritz von Déchy sowie die Führer Martin Spitzkopf-Urban und Ján Ruman-Driečny d. J. (* ~1840, † 1879) zur Besteigung auf, die der Führung von Moritz von Déchy unterstellt war. Ruman wollte eigentlich nicht gehen. Spitzkopf wehrte sich dagegen, sich einem gemeinsamen Seil anzuschließen, weil er, wie er sagte, „nicht mit den beiden anderen sterben wollte“. Schließlich schlossen sie sich Déchy an und bezwangen gemeinsam den Gipfel.